# 최준배
최준배는 대한민국의 텔레비전 드라마 연출감독이다.

## 드라마
- 2008년 MBC 수목 미니시리즈 《누구세요?》 ... 조연출
- 2011년 MBC 토요 미니시리즈 《심야병원》 ... 조연출
- 2012년 ~ 2013년 MBC 주말연속극 《아들 녀석들》 ... 공동연출
- 2013년 ~ 2014년  MBC 저녁 일일특별기획 드라마 《제왕의 딸 수백향》 ... 공동연출
- 2013년 MBC 드라마 페스티벌 2013 《하늘재 살인사건》 ... 연출
- 2014년 ~ 2015년 MBC 저녁 일일연속극 《압구정 백야》 ... 조연출
- 2015년 ~ 2016년 MBC 저녁 일일연속극 《최고의 연인》 ... 공동연출
- 2018년 MBC 수목 미니시리즈 《이리와 안아줘》 ... 연출
- 2021년 tvN 수목 미니시리즈 《마우스》 ... 연출
- 2023년 tvN 수목 미니시리즈 《스틸러:일곱 개의 조선통보》 ... 연출